# Pouch Boote

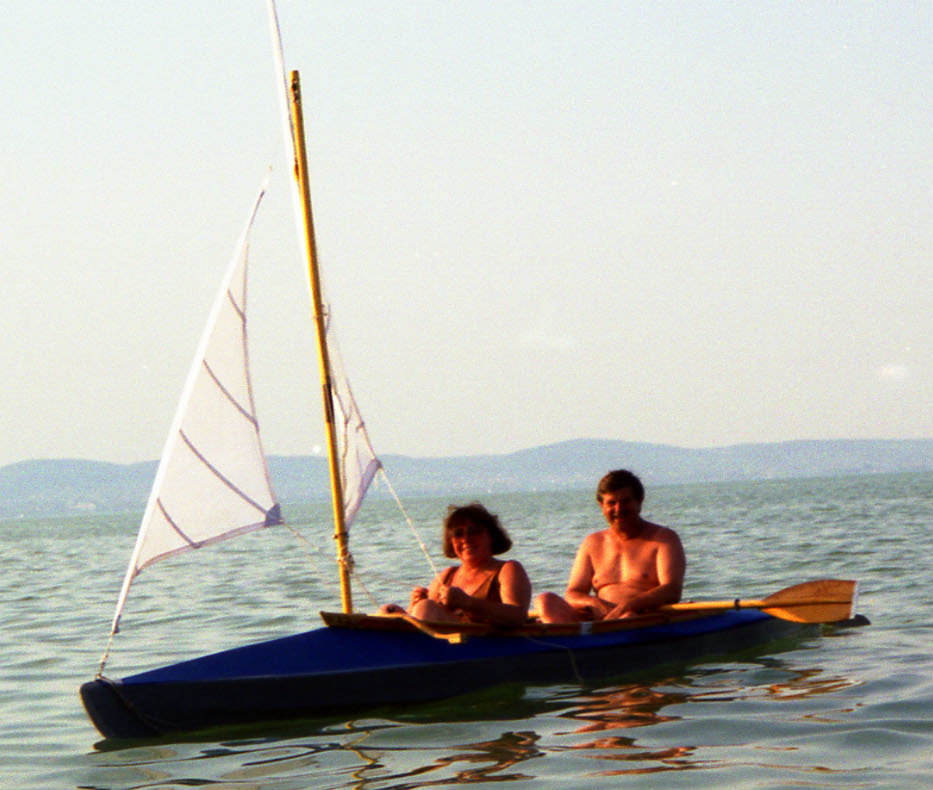
Boot auf dem Balaton, 1989

Pouch ist die Kurzbezeichnung der Poucher Faltboot GmbH, eines deutschen Faltboot-Herstellers. Er trägt den Namen seines  Heimatorts Pouch, welcher am Muldestausee und dem Großen Goitzschesee in der Nähe von Bitterfeld liegt.

## Geschichte

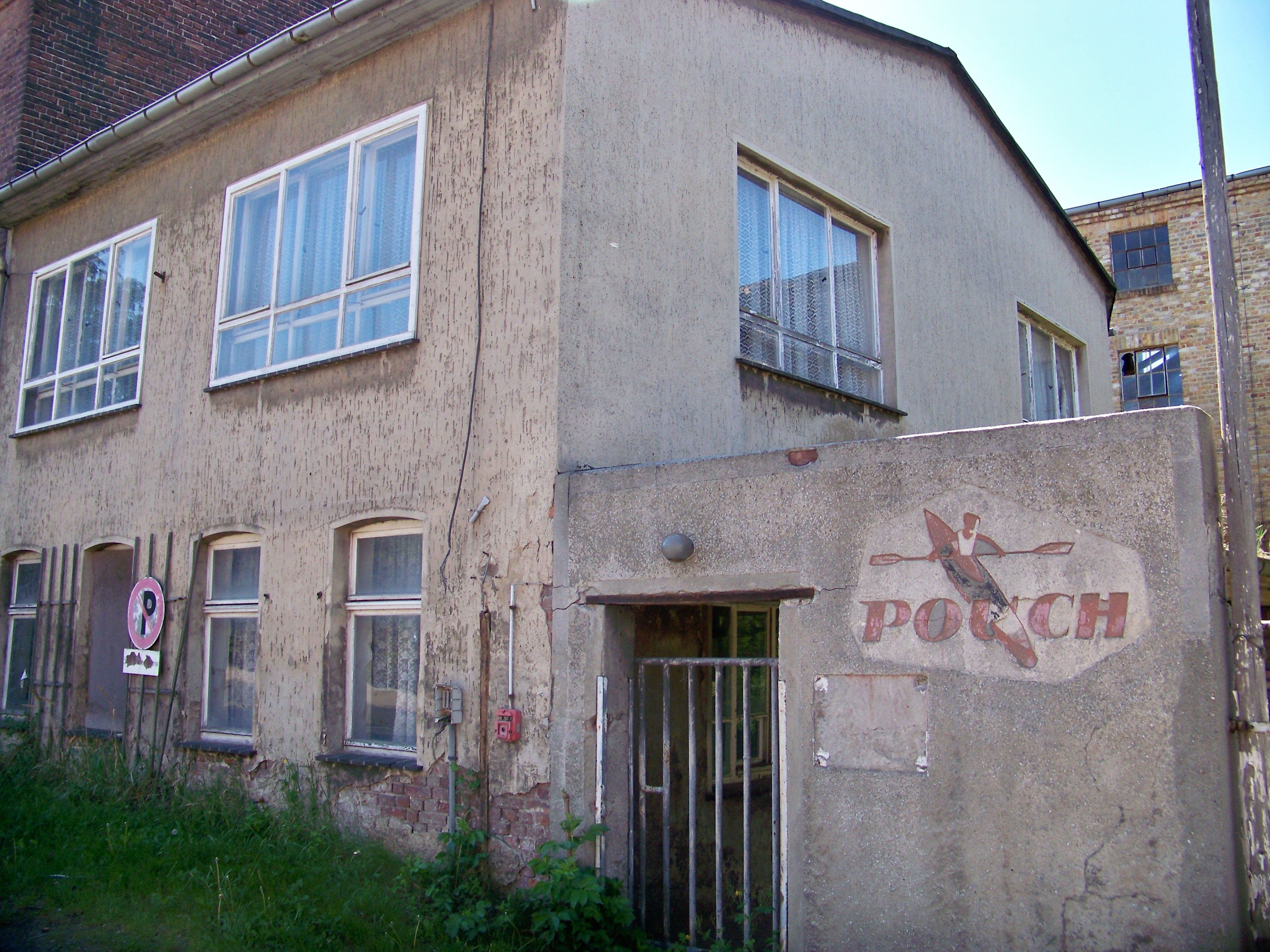
Ehemalige Produktionsstätte, 2009

Die Ursprünge des Unternehmens liegen im 1950 gegründeten Kommunalen Kreisbetrieb Pouch. Dieser stellte Spezialtextilien wie Regencapes und Arbeitskleidung her. 1953 begann die Fertigung von Faltbooten im entstandenen VEB Kunststoff- und Textilverarbeitungswerk Pouch. In den Folgejahren wurde die Faltbootproduktion anderer DDR-Hersteller nach Pouch verlegt. Unter dem Namen VEB Wassersport- und Campingbedarf Pouch wurde die Produktion 1957 um Camping-Zubehör erweitert. Ende der 1960er Jahre folgte die Trennung der Faltboot- und Camping-Produktion. Das Poucher Werk wurde Teil des VEB Favorit Taucha, der bis 1990 Teil des Kombinats Technische Textilien war.
Zur DDR-Zeit produzierten 68 Mitarbeiter jährlich 7000 Faltboote, davon gingen 6000 in den Export; die Zelte, Rucksäcke und Faltboote wurden auch für den Export in die BRD produziert. Dort wurden die Boote nicht nur günstig in Versandhäusern angeboten, sondern auch umgelabelt bei westdeutschen Faltbootwerften, so bei der einstigen Traditionswerft Germania, und als Faltboot eigener Herstellung verkauft. Dies war in Zeiten des Absatzrückgangs auf dem westdeutschen Markt, in den 1960er und 70er Jahren, günstiger als eigene Boote zu produzieren. Die (westdeutsche) Stiftung Warentest urteilte 1979 im test-Heft vom April zum „Pouch RZ 85-3“: sehr gute Schnellfahreigenschaften, sicheres Fahrverhalten, einfaches Ein- und Aussteigen und Transport, jedoch nur zufriedenstellende Materialeigenschaften, schwieriger Aufbau und mangelhafter Sitzkomfort sowie zufriedenstellende Segeleigenschaften (Boot driftet). Testsieger wurde der „Klepper Aerius II“, der mit 1590 DM aber auch genau dreimal so teuer auf dem westdeutschen Markt angeboten wurde wie der RZ 85-3 mit 534 DM.
Nach der Wiedervereinigung musste das Unternehmen kurze Zeit ums Überleben kämpfen, doch nach einer Qualitätsverbesserung und der Erschließung neuer Märkte verkauft die 1991 gegründete Poucher Boote GmbH heute erfolgreich Boote, Segel und fertigt Häute auch für andere Bootshersteller. So werden neben den modernisierten Formen der klassischen Faltboote auch neue Modelle produziert. In den letzten Jahren wurden pro Jahr rund 300 Faltboote von etwa einem Dutzend Mitarbeiter produziert.
Ende Dezember 2015 meldete das Unternehmen Insolvenz an, im Februar 2016 wurde das Insolvenzverfahren eröffnet. Am 1. Juni 2016 startete das Unternehmen mit neuem Investor und neuem Namen als Poucher Faltboot GmbH. Acht Mitarbeiter sind beschäftigt. 2016 wurden 95 Boote verkauft; 2015 waren es 78 Boote. Im Frühjahr 2018 wurde die Werft erneut umbenannt, in PFB Faltboot GmbH, und verkauft nach eigenen Angaben 70 Boote im Jahr. Mitte des Jahres wurde der Typ E65 neu aufgelegt.

## Modelle

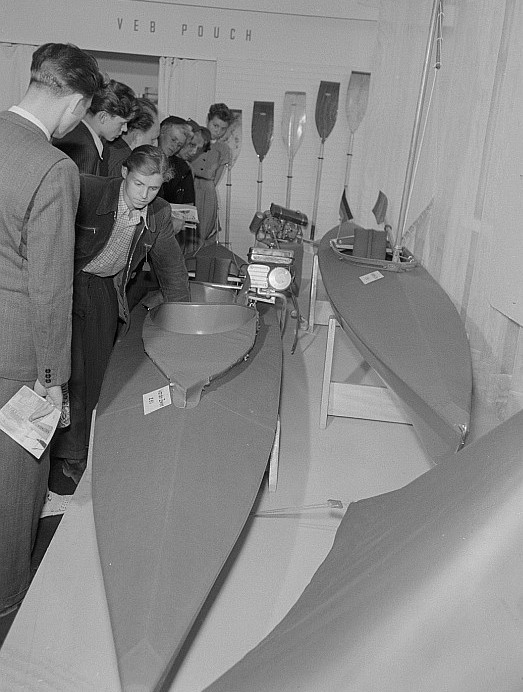
Besucher am Messestand des VEB Kunststoff- und Textilverarbeitungswerk Pouch, 1953

### Modellpalette der Vergangenheit
Zu DDR-Zeiten stellte Pouch folgende Falt-Kajaks her:
- Einer E 65
- Kielsportzweier KS 75 (1953–1960)
- Sportzweier Z 75
- Wanderzweier (W)Z 80 (1953–?)[9]
- Wochenendzweier WEZ 80
- Reisezweier RZ 85

1958 gab es ein leichtes Falt-Motor- und Segelboot „Delphin D 110“. Es wurde ab 1959 in der Volkseigenen Mathias-Thesen-Werft in Wismar weitergebaut.

### Aktuelle Modelle
Zurzeit werden von Pouch sieben Kajaks und ein Faltkanadier angeboten. Die Typenbezeichnung besteht aus einem Buchstaben für die Art des Bootes und einer Zahl, die bei den älteren Modellen die Bootsbreite in Zentimetern bzw. bei den neueren Booten das Jahr der Erstproduktion angibt.
- Reisezweier RZ 85
- Reisezweier RZ 96
- Langeiner LE 14
- Familienzweier FZ 13
- Fusion '25

### Ausgelaufene Modelle
Die folgenden Modelle wurden nach der Wiedervereinigung entwickelt und werden nicht mehr produziert:
- Sportzweier SZ 2004
- Sporteiner SE 2005
- Kurzeiner KE 2007
- Einer E 65
- Zweier/Langeiner Phönix 2011
- Kanu K3 2010
- Sporteiner CR 12
- Einer FaltEski
- Einer Single 2000
- Zweier Speed Liner (Prototyp)
- Kanu Faltkanu (4-Sitzer)
- Kanu K3 2005 (3-Sitzer)